# Жессіка Тейшейра Вієйра
Жессіка Тейшейра Вієйра (13 листопада 1991) — мозамбіцька плавчиня.
Учасниця Олімпійських Ігор 2012 року.